# Kudzai Sevenzo
Kudzai Sevenzo es una actriz y cantante nacida en Zimbabue.

## Carerera
La carrera en los medios de Sevenzo inició en un programa de talentos llamado Project Fame, donde concursó al lado de 16 talentos africanos. Fue seleccionada para ser la única representante de su país y convertirse en una de las tres concursantes que tuvieron la oportunidad de mostrar su talento.
Kudzai llegó a la penúltima ronda de Project Fame. Después de esto, lanzó su álbum debut On a Day Like This, producido por Andrew Baird.
Publicó su segundo álbum, Child of Africa, también bajo la producción de Baird.
Acto seguido se vinculó al programa de televisión Studio 53, en el que recorrió varios sitios de África explorando sus costumbres y cultura. El programa le permitió además entrevistar a la primera mujer presidenta de un país africano, Ellen Johnson Sirleaf.